# 凤合镇
凤合镇是中华人民共和国云南省昆明市寻甸回族彝族自治县下辖的一个行政建制镇，实际上隶属于昆明倘甸产业园区轿子山旅游开发区。2017年12月，正式签订移交协议。

## 行政区划
凤合镇下辖以下地区：
牛街村、杨家湾村、合理村、大箐村、务嘎村、集城村、积水村、龙池村、发来古村、新城村、大麦地村、多姑村和驻基村。